# William Leon Dawson
William Leon Dawson (Leon, 20 de fevereiro de 1873 – Columbus, 30 de abril de 1928) foi um ornitólogo, escritor e pesquisador estadunidense.

## Biografia

### Primeiros anos e formação acadêmica
William Dawson nasceu em 20 de fevereiro de 1873 em Leon, uma pequena cidade de condado no sul de Iowa, ao norte da divisa com o estado de Missouri. É o único filho do advogado William E. e de Ada Eliza Sarah (nascida Adams) Dawson e passou seus primeiros anos de vida morando em diversos estados como Iowa, Kansas, Ohio e no estado de Washington.
Dawson recebeu seu diploma de bacharel em artes na Faculdade de Oberlin [en] e seu diploma de bacharel em Teologia [en] no Seminário Teológico de Oberlin. Também estudou na Universidade de Washington. Assim como seu pai, Dawson tornou-se ministro da Igreja Adventista do Sétimo Dia, mas no início da década de 1900, escolheu o campo da ornitologia como sua profissão de tempo integral.

### Carreira
Dawson foi um fotógrafo de pássaros por toda a vida e, ao longo de sua carreira, escreveu diversos artigos e livros sobre o assunto. Publicou três livros sobre pássaros que dedica a estudar de maneira completa as aves dos estados de Ohio, Washington e Califórnia, tornando-se obras essenciais para o conhecimento das aves nos estados.
Na Califórnia, Dawson, que gostava de usar temas de pássaros em suas obras de arte, mantinha um estúdio em Los Colibris, no Mission Canyon, próximo de Santa Bárbara, onde exibia sua vasta coleção de oologia e fotografias. No ano de 1916, fundou o Museum of Comparative Oology em sua propriedade em Mission Canyon, que logo tornou-se o Museu de História Natural de Santa Bárbara [en]. Dawson foi o primeiro diretor do museu até o ano de 1925, quando Ralph Hoffmann [en], um professor de história natural e ornitólogo amador, foi nomeado para substituí-lo. Dawson também fundou a The Birds of California Publishing Company e participou de vários clubes de ornitologia e conservação da natureza. Ao longo de sua carreira, Dawson esteve sempre presente no circuito nacional, ministrando palestras sobre as diversas espécies de aves, seus habitats e a importância da conservação.

### Morte
William Leon Dawson morreu no White Cross Hospital, em Columbus, no interior de Ohio, em 30 de abril de 1928, após um curto período de gripe que se agravou para pneumonia.

## Vida pessoal
William Dawson casou-se com Frances Etta Ackerman, natural de Nova Iorque, na cidade de Shabbona em Illinois, em 1º de maio de 1895. O casal foi pai de dois filhos e uma filha, William Oberlin, Giles Edwin e Barbara Dorothy. William estudou ornitologia, enquanto Giles Dawson foi curador de livros e manuscritos da Biblioteca Folger Shakespeare.